# Dora Riparia
Die Dora Riparia ist ein 125 km langer linker Nebenfluss des Po in der italienischen Region Piemont. Er hat ein Einzugsgebiet von 1.231 km².

## Verlauf
Der Fluss entspringt als Doire im französischen Teil der Cottischen Alpen, südöstlich des Col de Montgenèvre, im Gemeindegebiet von Montgenèvre, Département Hautes-Alpes. Auf italienischem Staatsgebiet nimmt er den Namen Piccola Dora an und wird nach dem Zusammenfluss mit den Gebirgsbächen Ripa della valle Argentera und Thuras di Busson nahe dem Ort Cesana zur Dora Riparia.
Nach Durchfließen des Susatals und Aufnahme seines größten Nebenflusses, der Dora di Bardonecchia bei Oulx, sowie der Gebirgsbäche Galambra und Cenischia kurz vor Susa ergießt er sich in die Po-Ebene.
Weitere kleine Nebenflüsse und -bäche auf dem Weg durch die Gebiete der Gemeinden Avigliana, Alpignano, Pianezza und Collegno sind der Gravio di Condove, der Sessi di Caprie und der Messa di Almese von links, sowie der Scaglione di Meana und der Gravio di Villarfocchiard von rechts.
Schließlich mündet die Dora Riparia bei Turin als linker Nebenfluss in den Po.

## Geschichte
An der Stelle der Einmündung in den Po entstand in römischer Zeit die Stadt Turin. Der Fluss wird bereits seit dem Mittelalter zur Energieerzeugung genutzt, sein Wasser wurde durch Kanäle, so genannte duriae, geleitet und unter anderem zum Betrieb von Mühlen eingesetzt.
Im Zuge der industriellen Revolution, insbesondere im 20. Jahrhundert, hat sich die Wasserqualität drastisch verschlechtert. Erst in den 90er Jahren wurde eine Initiative zur Renaturierung des Flusses ins Leben gerufen.
Im Jahr 2002 wurde der Landschaftspark Parco agro-naturale della Dora Riparia gegründet. Finanziert von der Gemeinde Collegno und der Region Piemont wird versucht, einen Ausgleich zwischen Ansprüchen des Naturschutzes und der Landwirtschaft herzustellen.